# 梅尔维尔·赫斯科维茨
梅尔维尔·赫斯科维茨（Melville Jean Herskovits）(1895年—1963年)，美国人类学家，美国学术界非洲人及非洲裔美国人研究的奠基者。他曾师从于人类学家法蘭茲·鮑亞士，并因此受到他的影响。